# 43. Turniej Czterech Skoczni
43. Turniej Czterech Skoczni był częścią Pucharu Świata w skokach narciarskich w sezonie 1994/1995. Rozgrywany był od 30 grudnia 1994 do 6 stycznia 1995.
Turniej wygrał  Andreas Goldberger.

## Oberstdorf
Data: 30 grudnia 1994

Państwo:  Niemcy

Skocznia: Schattenbergschanze

### Wyniki konkursu
| Poz. | Imię i nazwisko          | Narodowość | Punkty |
| ---- | ------------------------ | ---------- | ------ |
| 1.   | Reinhard Schwarzenberger | Austria    | 227,9  |
| 2.   | Andreas Goldberger       | Austria    | 226,7  |
| 3.   | Jens Weißflog            | Niemcy     | 225,1  |
| 4.   | Ari-Pekka Nikkola        | Finlandia  | 222,1  |
| 4.   | Janne Ahonen             | Finlandia  | 222,1  |
| 6.   | Takanobu Okabe           | Japonia    | 222,0  |
| 7.   | Gerd Siegmund            | Niemcy     | 218,1  |
| 8.   | Dieter Thoma             | Niemcy     | 217,6  |
| 8.   | Roberto Cecon            | Włochy     | 217,6  |
| 10.  | Kazuyoshi Funaki         | Japonia    | 216,7  |

## Garmisch-Partenkirchen
Data: 1 stycznia 1995

Państwo:  Niemcy

Skocznia: Große Olympiaschanze

### Wyniki konkursu
| Poz. | Imię i nazwisko    | Narodowość | Punkty |
| ---- | ------------------ | ---------- | ------ |
| 1.   | Janne Ahonen       | Finlandia  | 247,6  |
| 2.   | Andreas Goldberger | Austria    | 241,8  |
| 3.   | Jani Soininen      | Finlandia  | 231,8  |
| 4.   | Kazuyoshi Funaki   | Japonia    | 230,7  |
| 5.   | Toni Nieminen      | Finlandia  | 222,9  |
| 6.   | Ari-Pekka Nikkola  | Finlandia  | 222,3  |
| 7.   | Nicolas Dessum     | Francja    | 219,2  |
| 8.   | Takanobu Okabe     | Japonia    | 218,8  |
| 9.   | Nicolas Jean-Prost | Francja    | 215,8  |
| 10.  | Hansjörg Jäkle     | Niemcy     | 214,3  |

## Innsbruck
Data: 4 stycznia 1995

Państwo:  Austria

Skocznia: Bergisel

### Wyniki konkursu
| Poz. | Imię i nazwisko    | Narodowość | Punkty |
| ---- | ------------------ | ---------- | ------ |
| 1.   | Kazuyoshi Funaki   | Japonia    | 247,7  |
| 2.   | Andreas Goldberger | Austria    | 225,6  |
| 3.   | Mika Laitinen      | Finlandia  | 220,7  |
| 4.   | Toni Nieminen      | Finlandia  | 216,6  |
| 5.   | Rico Meinel        | Niemcy     | 216,3  |
| 6.   | Nicolas Jean-Prost | Francja    | 208,9  |
| 7.   | Janne Ahonen       | Finlandia  | 206,6  |
| 8.   | Ari-Pekka Nikkola  | Finlandia  | 203,9  |
| 9.   | Robert Meglič      | Słowenia   | 203,6  |
| 10.  | Jakub Sucháček     | Czechy     | 202,1  |

## Bischofshofen
Data: 6 stycznia 1996

Państwo:  Austria

Skocznia: Paul-Ausserleitner-Schanze

### Wyniki konkursu
| Poz. | Imię i nazwisko    | Narodowość | Punkty |
| ---- | ------------------ | ---------- | ------ |
| 1.   | Andreas Goldberger | Austria    | 261,3  |
| 2.   | Roberto Cecon      | Włochy     | 253,8  |
| 3.   | Dieter Thoma       | Niemcy     | 248,4  |
| 4.   | Nicolas Dessum     | Francja    | 244,9  |
| 5.   | Lasse Ottesen      | Norwegia   | 243,8  |
| 6.   | Toni Nieminen      | Finlandia  | 242,2  |
| 7.   | Ari-Pekka Nikkola  | Finlandia  | 238,2  |
| 8.   | Kazuyoshi Funaki   | Japonia    | 236,9  |
| 9.   | Nicolas Jean-Prost | Francja    | 233,3  |
| 10.  | Jani Soininen      | Finlandia  | 231,3  |

## Klasyfikacja generalna
| Poz. | Skoczek            | Kraj      | Punkty |
| ---- | ------------------ | --------- | ------ |
| 1.   | Andreas Goldberger | Austria   | 955,4  |
| 2.   | Kazuyoshi Funaki   | Japonia   | 932,0  |
| 3.   | Janne Ahonen       | Finlandia | 896,3  |
| 4.   | Ari-Pekka Nikkola  | Finlandia | 886,2  |
| 5.   | Nicolas Dessum     | Francja   | 870,3  |
| 6.   | Jani Soininen      | Finlandia | 869,6  |
| 7.   | Roberto Cecon      | Włochy    | 866,2  |
| 8.   | Toni Nieminen      | Finlandia | 863,9  |
| 9.   | Nicolas Jean-Prost | Francja   | 860,6  |
| 10.  | Lasse Ottesen      | Norwegia  | 839,8  |